# Par amour (Buffy)
Pour les articles homonymes, voir Par amour.
Par amour est le 10e épisode de la saison 5 de la série télévisée Buffy contre les vampires.

## Résumé
Buffy, accompagnée de sa sœur cadette, son compagnon et ses amis, attendent des nouvelles de l'opération de Joyce. Le chirurgien leur apprend que celle-ci s'est bien déroulée et la tumeur a été retirée. Soulagée, Buffy décide de passer une soirée romantique avec Riley, pendant que Dawn est gardée par Alex et Anya. Mais après que les tourtereaux aient fait l'amour, Riley quitte la maison des Summers vers un lieu inconnu, suivi discrètement par Spike. Le lendemain soir, le vampire suggère à la Tueuse de se vêtir, car il souhaite lui montrer quelque chose. Ils se rendent dans un bordel à vampires et y découvrent Riley se faire mordre volontairement par l'une d'eux. Choquée par ce qu'elle vient de voir, elle part en courant et rebrousse chemin pour rentrer chez elle. L'ancien militaire reçoit ensuite la visite d'une organisation militaire anti-démons, qui souhaite le recruter dans leurs rangs. Le lendemain à la boutique de magie, la Tueuse découvre que Giles savait par rapport à ce genre de pratiques, et décide de se débarrasser des vampires. Elle se rend au bordel avec ses amis et y met le feu.
Riley se rend chez Spike et lui reproche de l'avoir mêlée à cette histoire, mais les deux hommes discutent de leurs sentiments pour Buffy et partagent ensemble une bouteille de champagne. De son côté, Buffy se défoule sur un sac de frappe dans la salle d'entraînement de la boutique de magie. Riley la rejoint, puis s'ensuit une longue dispute entre les deux. Après lui avoir appris que l'armée souhaite le recruter, il lui impose un ultimatum : lui donner une bonne raison de rester ou partir, mais la Tueuse refuse de choisir. Après s'être défoulée en tuant les vampires du bordel, Buffy tombe sur Alex qui a assisté au massacre. Celui-ci lui fait prendre conscience de son erreur, en lui ouvrant les yeux sur la manière dont elle a traité Riley au cours des dernières semaines. Convaincue, Buffy court le retrouver, mais il est trop tard. Ce dernier choisit finalement de rejoindre l'armée et quitte Sunnydale, laissant Buffy et ses amis derrière lui.

## Statut particulier
Cet épisode marque la fin de la relation entre Buffy et Riley et le départ de ce personnage de la série (à l'exception d'un bref retour lors de l'épisode La roue tourne de la saison 6). Marti Noxon, scénariste et réalisatrice de l'épisode (et dont c'étaient les débuts en tant que réalisatrice), explique que la raison de ce départ est avant tout scénaristique, la série n'étant pas aussi intéressante lorsque Buffy a une relation stable et le personnage de Riley étant « si gentil et constant » que la série « risquait de devenir monotone » sur ce plan.
Noel Murray, du site The A.V. Club, trouve que l'épisode commence très bien et que la fin est « parfaitement poignante », mais qu'il « réunit un peu maladroitement deux éléments majeurs de l'arc narratif de la saison », et que les conversations entre les personnages, bien qu'intéressantes, sont trop nombreuses. Les rédacteurs de la BBC trouvent  qu'avec cet épisode « brillant » et au scénario très dense émotionnellement, la série « revient en forme après deux épisodes ennuyeux » et que le personnage de Riley, qui devenait plus intéressant vers la fin, « fait une belle sortie ». Mikelangelo Marinaro, du site Critically Touched, lui donne la note de A, évoquant un « épisode captivant sur le thème des relations, de l'amour et de l'engagement » qui s'apprécie à la fois sur le plan « analytique que comme divertissement ».

## Distribution

### Acteurs et actrices crédités au générique
- Sarah Michelle Gellar : Buffy Summers
- Nicholas Brendon : Alexander Harris
- Alyson Hannigan : Willow Rosenberg
- Marc Blucas : Riley Finn
- Emma Caulfield : Anya Jenkins
- Michelle Trachtenberg : Dawn Summers
- James Marsters : Spike
- Anthony Stewart Head : Rupert Giles

### Acteurs et actrices crédités en début d'épisode
- Bailey Chase : Graham Miller
- Nick Chinlund : Major Ellis
- Kristine Sutherland : Joyce Summers